# Juventus F.C. (kvinder)
Juventus Football Club er en fodboldklub fra Torino i Italien. Klubben har kælenavnene "Den gamle dame" (italiensk: "La Vecchia Signora") og "Bianconeri" ("de hvide-sorte"). Klubben blev etableret i 2017 og er en del af fodboldklubben Juventus F.C.. Cheftræneren har siden 2024 været Massimiliano Canzi.
Holdet spiller i toppen af den bedste italienske kvindelige række Serie A, siden deres debutsæson 2017-18 og UEFA Women's Champions League. De har i alt vundet fem italienske mesterskaber, to Coppa Italia-titler og tre Supercoppa Italiana-titler og er på rekordtid blevet et af de største kvindefodboldklubber i verdenen. I 2020-21 blev den den første italienske klub (både kvinder og mænd) til at gå ubesejret igennem sæsonen. Efter deres 2021-22 ligatriumf blev Juventus det første hold til at vinde fem mesterskaber i træk.
De danske landsholdsspillere Sofie Junge Pedersen og Matilde Lundorf har tidligere optrådt for holdet.

## Historie
Kvindeafdelingen i Juventus F.C. blev officielt oprettet den 1. juli 2017, selvom der i forvejen eksisterede andre kvindeklubber i Torino, såsom det opløste Real Juventus og det nuværende Juventus Torino, der også spillede i Bianconeri-farverne, uden at have et samarbejde til Juventus F.C..
Klubben overtog (i samarbejde med Luserna), licensen fra ASD Cuneo Calcio Feminile, som i forvejen havde valgt at trække sit hold ud af Serie A. Italiens fodboldforbund tillod nemlig storklubberne i herrenes Serie A at oprette et professionelt kvindehold fra tidligere amatørklubber.
I klubbens første sæson, 2017-18, vandt klubben mesterskabet overlegent med den tidligere italienske landsholdsspiller Rita Guarino, i spidsen for holdet. Den efterfølgende sæson, 2018-19, gevandt man mesterskabet, vandt Coppa Italia og nåede sekstendedelsfinalerne i UEFA Women's Champions League 2018-19, hvor man blev slået ud af danske Brøndby IF.
Efter fire sæsoner i klubben forlod Guarino Juventus og blev erstattet af australieren Joe Montemurro, som var hentet i Arsenal W.F.C., forud for 2021/22-sæsonen. Juventus vandt deres femte ligatitel i træk og efterfølgende deres tredje Supercoppa Italiana-titel i træk. I 2022 opnåede klubben deres første "The Treble", med både liga-, pokal- og ligacup-titel. De nåede desuden kvartfinalen i UEFA Women's Champions League 2021-22, hvor de dog blev slået ud af franske Olympique Lyonnais Féminin. I gruppespillet blev man toer efter pointlighed med VfL Wolfsburg og Chelsea.

## Meritter
- Serie A
  - Vinder (5): 2017–18, 2018–19, 2019-20, 2020-21, 2021-22
- Coppa Italia
  - Vinder (1): 2018–19
- Supercoppa Italiana
  - Vinder (1): 2019, 2020

## Hjemmebane
Klubben spiller deres officielle ligakampe i Serie A på Juventus Training Center, udenfor Torino i forstaden Vinovo. Anlægget stod færdigt i 2006 og har plads til 400 tilskuere. Holdet deler anlægget med Juventus ungdomsherrehold.
Holdet spiller deres gruppekampe i UEFA Women's Champions League på det store Juventus Stadium, som herrerne benytter som fast hjemmebane. Stadionet har plads til godt 41.000 tilskuere.
I maj 2019 slog man tilskuerrekord for højest antal tilskuere til en kvindefodboldkamp i Italien, med 39.027 mennesker til ligakampen mod storrivalerne Fiorentina Women's F.C..

## Aktuel trup
Oversigten er opdateret til og med 27. maj 2022
| Nr. | Land     | Position | Spiller                         |
| --- | -------- | -------- | ------------------------------- |
| 1   | Italien  | MM       | Roberta Aprile (leje fra Inter) |
| 2   | Finland  | FO       | Tuija Hyyrynen                  |
| 3   | Italien  | FO       | Sara Gama (anfører)             |
| 5   | Sverige  | FO       | Amanda Nildén                   |
| 7   | Italien  | MI       | Valentina Cernoia               |
| 8   | Italien  | MI       | Martina Rosucci                 |
| 9   | Tjekkiet | AN       | Andrea Stašková                 |
| 10  | Italien  | AN       | Cristiana Girelli               |
| 11  | Italien  | AN       | Barbara Bonansea                |
| 12  | Danmark  | FO       | Matilde Lundorf Skovsen         |
| 13  | Italien  | FO       | Lisa Boattin                    |

| Nr. | Land     | Position | Spiller                |
| --- | -------- | -------- | ---------------------- |
| 14  | Danmark  | MI       | Sofie Junge Pedersen   |
| 15  | Canada   | MI       | Julia Grosso           |
| 16  | Frankrig | MM       | Pauline Peyraud-Magnin |
| 17  | Sverige  | AN       | Lina Hurtig            |
| 19  | Frankrig | MI       | Annahita Zamanian      |
| 21  | Italien  | MI       | Arianna Caruso         |
| 22  | Italien  | AN       | Agnese Bonfantini      |
| 23  | Italien  | FO       | Cecilia Salvai         |
| 32  | Sverige  | FO       | Linda Sembrant         |
| 71  | Italien  | FO       | Martina Lenzini        |